# 上巳節会
上巳節会（じょうしのせちえ）とは、古代日本において3月3日に開かれた節会（宴会。節宴。）であり、天皇が饌を配した。

## 概要
上巳の本来の定義は3月最初の巳の日のことであり、中国において魏の時代に3月3日に固定化された事から、室町時代には「3月3日の儀式」として定着した。
中国ではこの日に祓や禊を行う風習があり、日本でも雑令によってこの日に節会を開くこととして大宝元年（701年）より公式に採用され、内裏において曲水の宴が行われた。平城天皇の時代に父・桓武天皇の国忌と近いという理由で廃止されたが、弟の嵯峨天皇は節会としてではなく、公的な色を薄めた儀式として再興した。また、曲水の宴は貴族の娯楽としても行われ、藤原道長も私邸で開いたことが『御堂関白記』に記されている。また、民間においては、日本に古来よりあった贖物（あがもの）と呼ばれる人形（ひとがた）に自分の身体をこすり付けて穢を移し、川などの水辺に流すことで祓を行うという阿末加津/天児（あまかつ）・這子（ほうこ）と呼ばれる風習と結びつき、これが後世の流し雛（雛人形）に発展したと言われている。